# OMI Rotterdam

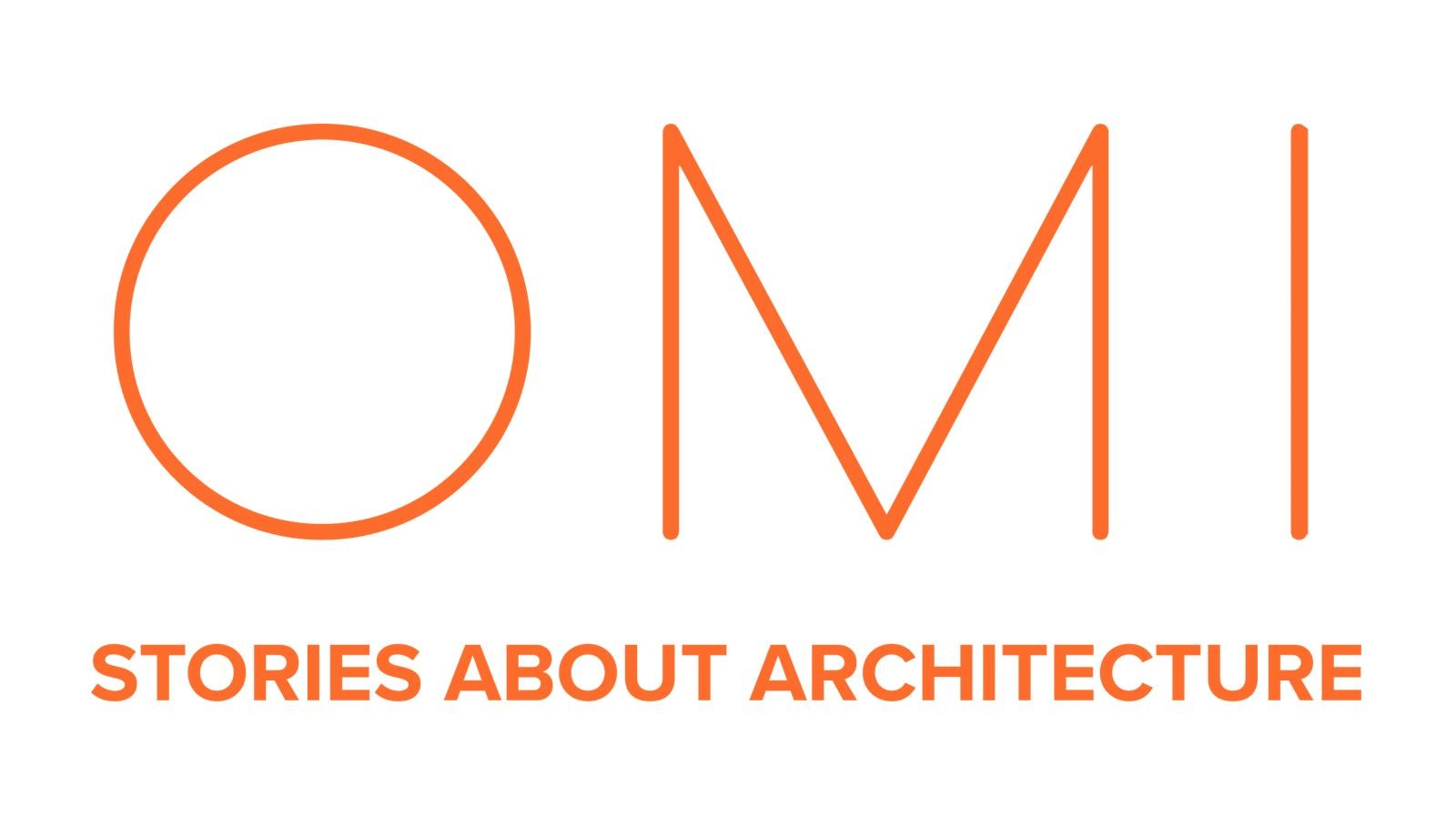
Logo OMI Rotterdam

OMI oftewel Office for Metropolitan Information is een stichting in de Nederlandse stad Rotterdam, in 2015 opgericht door Pieter Kuster. De stichting richt zich erop de publieke belangstelling voor architectuur, stadscultuur en stedelijke ontwikkeling te vergroten en te verbreden.

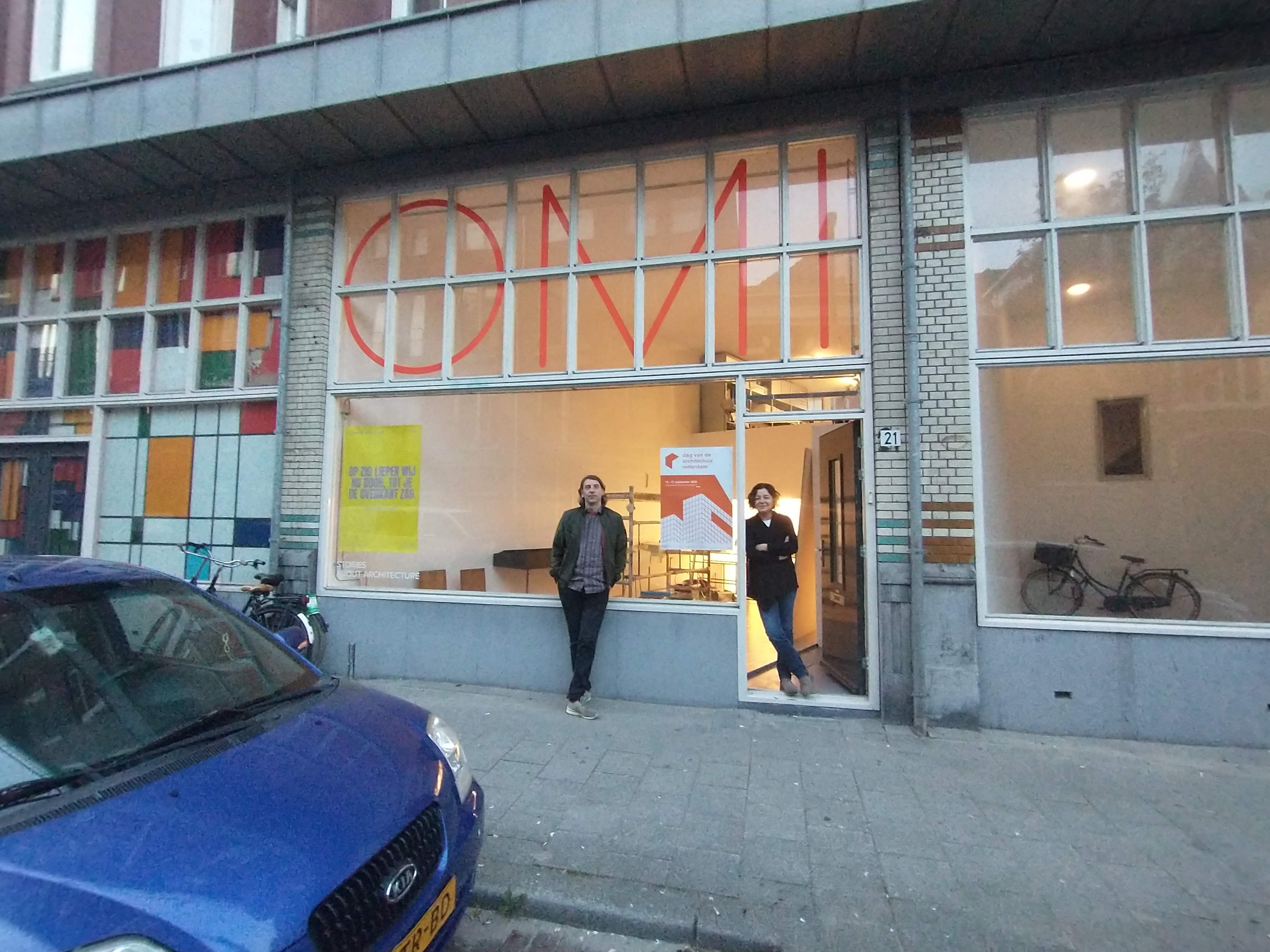
OMI Office for Metropolitan Information aan de Schietbaanstraat 21, Oude Westen - Rotterdam

## Ontstaan
Vanaf 2015 zat OMI met een organisatie van Rotterdamse architectuurgidsen gezamenlijk in een ruimte in het Schieblock. Per 2019 heeft OMI een eigen ruimte aan de Schietbaanstraat in het Oude Westen. OMI programmeert en organiseert jaarlijks een aantal architectuuractiviteiten en festivals zoals Architectuurfestival ZigZagCity en de Dag van de Architectuur Rotterdam. Ook organiseert ze exposities, routes, verhalen en gesprekken rond architectuur.

## Cultuurplan
In 2021 is OMI met het advies van de Rotterdamse Raad voor Kunst en Cultuur opgenomen in het Rotterdamse Cultuurplan, waarmee er tot en met 2024 jaarlijks is voorzien in een vaste bijdrage vanuit de gemeente Rotterdam ter ondersteuning van de activiteiten.